# Eichenberg (Sailauf)
Eichenberg ist ein Gemeindeteil der Gemeinde Sailauf im unterfränkischen Landkreis Aschaffenburg in Bayern.

## Geographie
Das Pfarrdorf Eichenberg liegt in der Landschaft Kahlgrund zwischen Sailauf und Blankenbach und hat 765 Einwohner (Stand 1. Januar 2018). Durch den Ort fließt der Eichenberger Bach. Der topographisch höchste Punkt der Dorfgemarkung befindet sich nordöstlich des Ortes am Gartenberg mit 368 m ü. NHN, der niedrigste liegt am Eichenberger Bach auf 195 m ü. NHN.

### Nachbargemarkungen
Folgende Gemarkungen grenzen an das Ortsgebiet von Eichenberg:
| Kleinblankenbach        | Sommerkahl                                  |                                         |
| Feldkahl und Rottenberg | Kompassrose, die auf Nachbargemeinden zeigt | Sailaufer Forst (gemeindefreies Gebiet) |
|                         | Sailauf                                     |                                         |

## Name
Der Name Eichenberg besteht aus den mittelhochdeutschen Wörtern eichîn und bërc. Er geht auf einen mit Eichen bestandenen Berg zurück, welcher gerodet und besiedelt wurde. Im Volksmund wird der Ort „Eichemich“ genannt.

## Geschichte
Der Ort existierte gegen Ende des 12. Jahrhunderts schon. 1250 wurde Eichenberg erstmals schriftlich im Eppsteinischen Lehensbuch erwähnt. Im Koppelfutterverzeichnis von Mainz werden für Rodinberch et Echhinberch (Rottenberg und Eichenberg) zehn Malter Hafer gezählt. 1685 wurde die erste kapellenartige Kirche in Eichenberg errichtet; deren Turm erst 1875 gebaut.
Die Gemeinde Eichenberg gehörte zum Bezirksamt Alzenau, das am 1. Juli 1862 gebildet wurde. Dieses wurde am 1. Januar 1939 zum Landkreis Alzenau in Unterfranken. Auf Grund der schnell wachsenden Einwohnerzahlen entschloss man sich 1948, eine zweite Kirche zu bauen. Die alte Wendelinuskirche wurde daraufhin als Lager für landwirtschaftliche Güter genutzt. Seit 2018 ist das Anwesen zu einem „Dorfladen“ umgebaut.
Im Rahmen der Gebietsreform in Bayern sollte Eichenberg zusammen mit Rottenberg eine eigene Gemeinde bilden, welche nicht zustande kam. Daraufhin wurde die Gemeinde am 1. Juli 1972 nach Sailauf eingemeindet.

## Bodendenkmäler

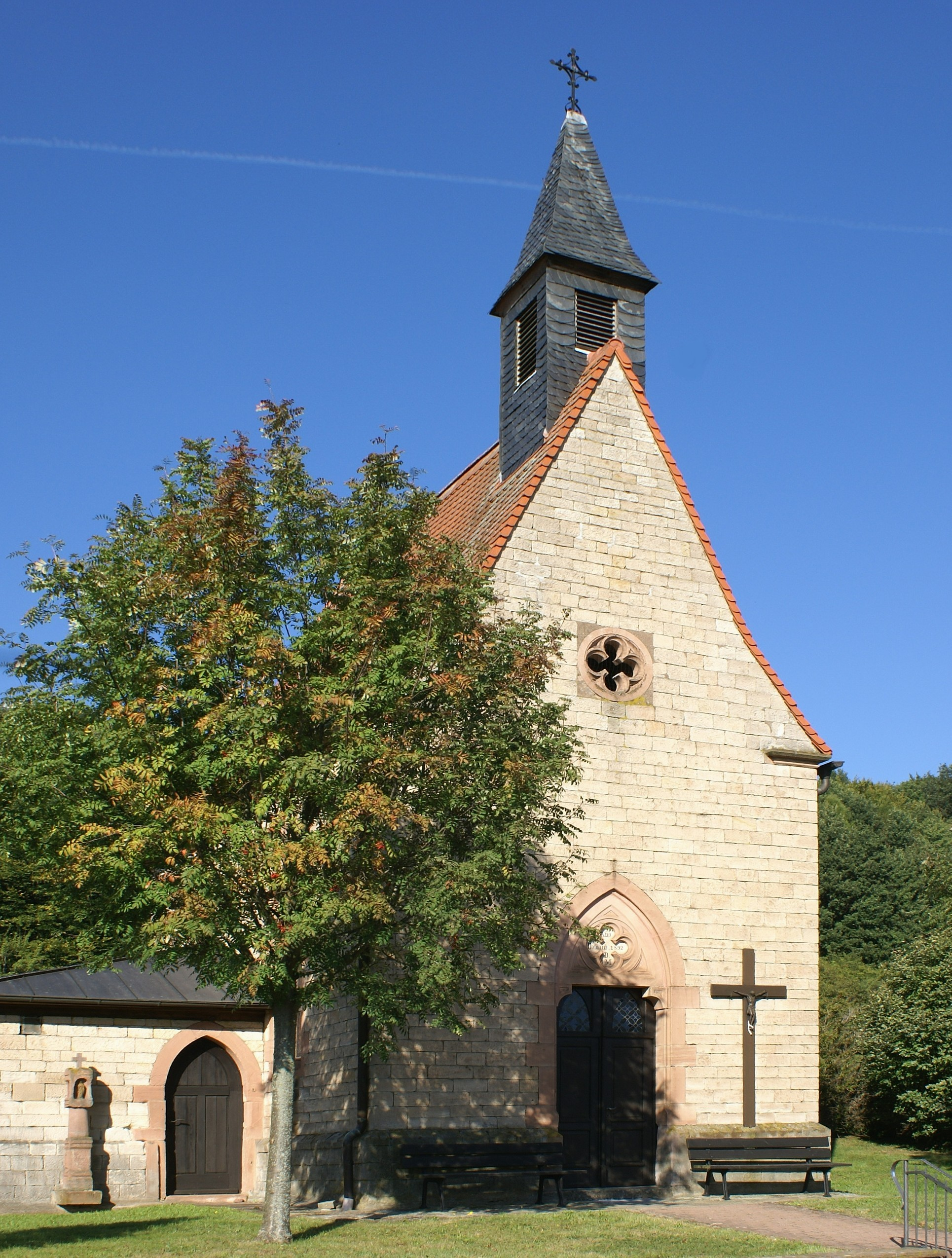
Marienkapelle am Ortseingang von Eichenberg
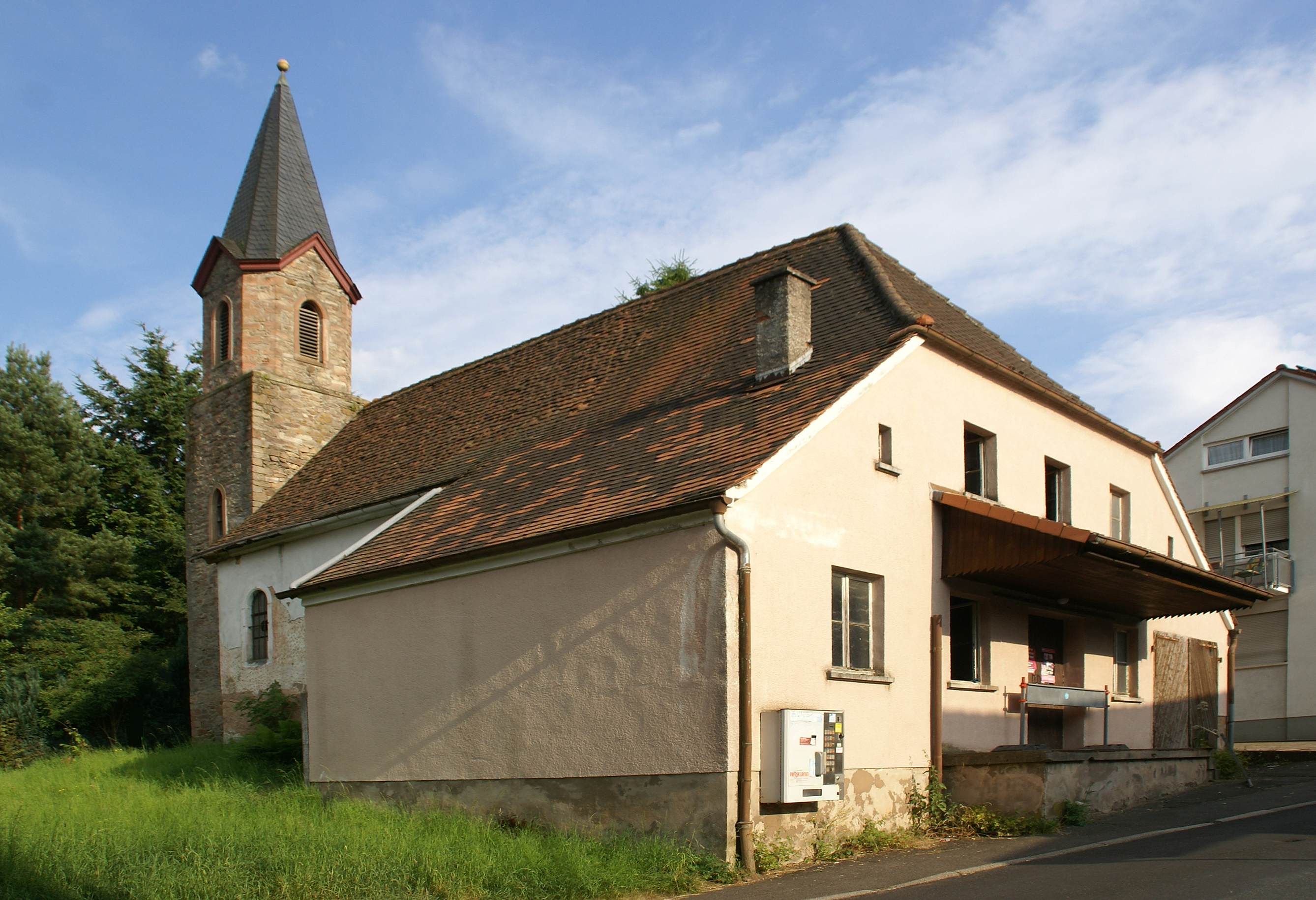
Alte Wendelinuskirche
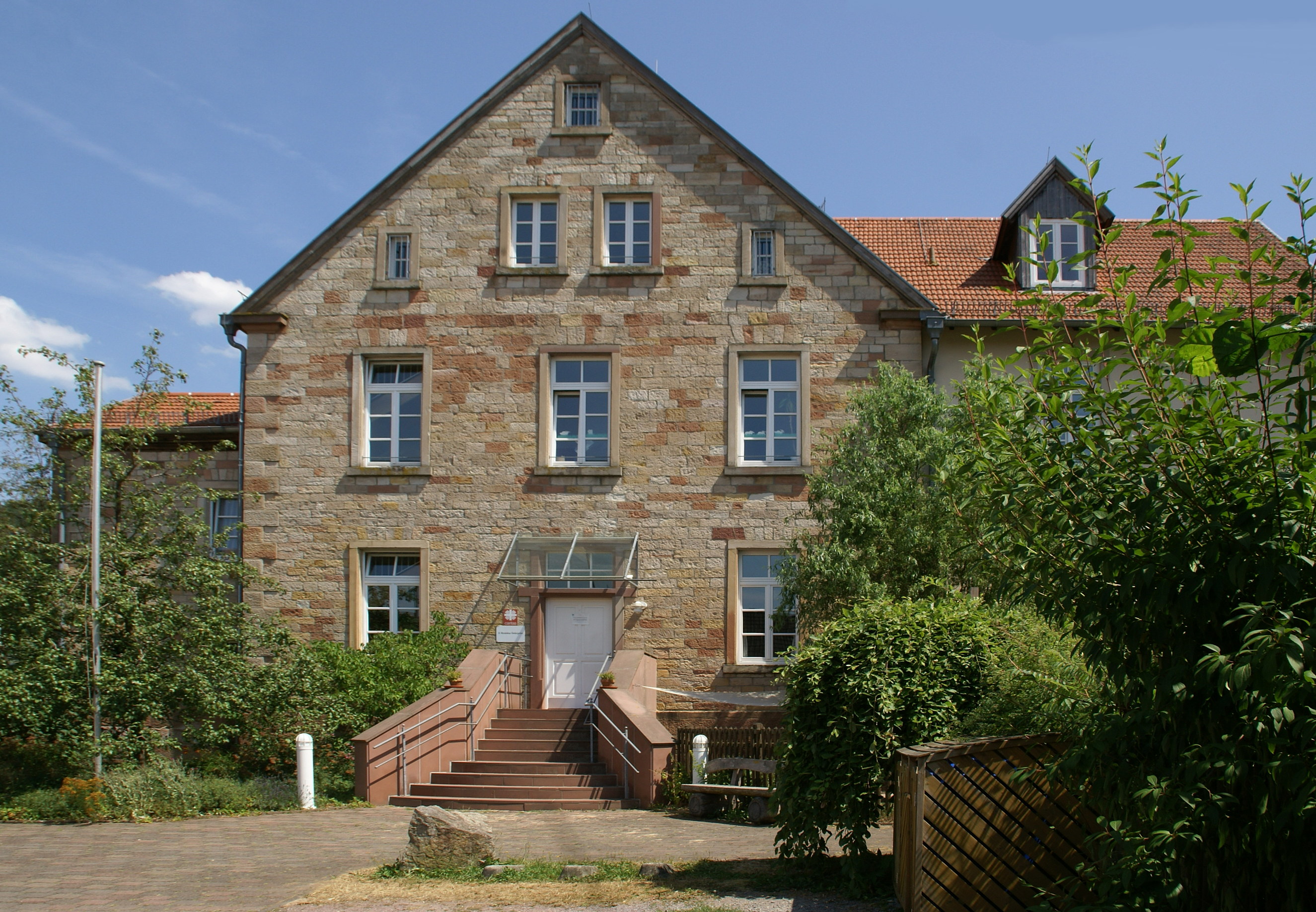
St. Wendelinus Kindergarten

## Persönlichkeiten
- Adolf Körner (1881–1954), Regierungspräsident von Unterfranken